# Vernègues
 Vernègues  es una localidad y comuna de Francia, en la región de Provenza-Alpes-Costa Azul, departamento de Bocas del Ródano, en el distrito de Arlés y cantón de Eyguières.
Su población en el censo de 1999 era de 939 habitantes.
Está integrada en la Communauté d'agglomération Salon-Étang de Berre-Durance.